# Apamea yocohamae
Apamea yocohamae är en fjärilsart som beskrevs av Embrik Strand 1921. Apamea yocohamae ingår i släktet Apamea och familjen nattflyn. Inga underarter finns listade i Catalogue of Life.